# 讚美詩
讚美詩，又稱為聖詩、聖歌，是歌曲的一种类型，通常用于宗教场合。讚美詩一詞源自希臘文ὕμνος （hymnos），意思是「讚美之歌」。它专门为赞美、崇拜或祈祷而写，通常写给某个神或诸神，或写给某个著名人物或化身。圣诗（Hymn）一词来源于希腊语「ὕμνος」（hymnos）意为“赞美歌”。赞美诗的集录称为赞美诗集（hymnbook）。唱讚美詩的時候，可能有或沒有樂器伴奏。經文歌也是聖歌的一種。